# James Ellroy
Lee Earle „James“ Ellroy (* 4. března 1948 Los Angeles) je americký spisovatel, jenž proslul především jako autor detektivek. Největšího úspěchu dosáhl se svým „L. A. kvartetem“, tedy čtveřicí detektivek odehrávajících se v jeho rodném Los Angeles a vydaných na přelomu 80. a 90. let 20. století. Kvartet tvoří romány The Black Dahlia (1987), The Big Nowhere (1988), L.A. Přísně tajné (1990) a White Jazz (1992). Román L.A. Přísně tajné zařadil britský deník The Guardian mezi sto největších románů všech dob.

## Život
Jeho život byl plný dramatických událostí a složitých vztahů. Jeho rodiče se brzy rozvedli a on žil jen s matkou. Tu podle vlastních slov nenáviděl a líčí ji ve vzpomínkách jako alkoholičku a promiskuitní ženu. Jeho matka se stala v roce 1958, v jeho deseti letech, obětí znásilnění a vraždy. Pachatel nebyl nikdy dopaden. Zprávu o zločinu prý Ellroy přijal s úlevou, neboť konečně mohl žít s otcem. Přesto propadl časem depresím. V roce 1962 začal navštěvovat Fairfax High School. Proti ní se bouřil, a protože škola byla převážně židovská, začal vyznávat antisemitismus a nacismus. Vstoupil i do Americké nacistické strany a plédoval za obnovení otroctví. Za propagaci nacismu ho ze školy i vyloučili. Vstoupil následně do armády, ale po třech měsících odešel. Poté hodně pil, stal se závislým na léku benzedrex a stal se delikventem (zejm. krádeže v obchodech a vloupání do domu). Často v té době žil na ulici. Poté, co strávil nějaký čas ve vězení a dostal zápal plic, během kterého se mu na plicích vytvořil absces „velikosti mužské pěsti“, rozhodl se změnit svůj život k lepšímu. Přestal pít a začal pracovat jako golfový nosič. Souběžně začal psát detektivky. Jako golfový nosič se živil až do vydání svého pátého románu. Poté se mohl věnovat již jen literatuře. V roce 1991 se oženil a odstěhoval do Kansas City v Missouri. Roku 2006 se rozvedl a vrátil do Los Angeles.

## Postoje
Ačkoli se dnes nehlásí k nacismu, má blízko k radikálnímu konzervatismu, označuje se za teokratického křesťana a je obhájcem držení střelných zbraní (sám jich vlastní třicet). Sám sebe často označuje též za „bílého rytíře krajní pravice“. Někteří soudí, že značná část podobných výroků je součástí jeho barnumské sebeprezentace, jiní ho obviňují ze skutečného obdivu k autoritářství. Někdy své kritiky ale zmate různými provokacemi, jako když v roce 2009 řekl, že v prezidentských volbách hlasoval pro Baracka Obamu, protože „je hodně jako Jack Kennedy – oba mají velké uši a nakažlivé úsměvy.“ Později však popřel, že by Obamu volil. Donalda Trumpa nepodpořil, neboť o něm prohlásil, že „nemá kouzlo skutečného diktátora světové úrovně“ a „je příkladem mužské sebedestruktivnosti“.
Jeho obvyklým postojem je také nadhodnocování svého literárního významu („Jsem největší autor kriminálních románů, jaký kdy žil. Jsem pro krimi tím, čím je Tolstoj pro ruskou literaturu a Beethoven pro hudbu“).